# Now That's What I Call Music! (série dos Estados Unidos)
Now That's What I Call Music! ou NOW foi lançado a 1998. Seguindo as bem sucedidas sérires Now That's What I Call Music! do Reino Unido, que compila músicas populares, e é a primeira da série dos Estados Unidos.
Foi certificado platina pela RIAA, em parte conseguida devido ao facto de três das músicas incluídas terem alcançado a primeira posição na Billboard Hot 100, "Together Again", "All My Life" e "Mmm Bop". A compilação, por ela própria, ficou na décima posição Billboard 200.

## Alinhamento de faixas
| N.º | Título                                   | Artista(s)              | Duração |  |
| 1.  | "Together Again"                         | Janet Jackson           | 5:01    |  |
| 2.  | "As Long as You Love Me"                 | Backstreet Boys         | 3:32    |  |
| 3.  | "The Way"                                | Fastball                | 4:16    |  |
| 4.  | "Flagpole Sitta"                         | Harvey Danger           | 3:35    |  |
| 5.  | "Say You'll Be There"                    | Spice Girls             | 3:56    |  |
| 6.  | "All My Life"                            | K-Ci & JoJo             | 5:31    |  |
| 7.  | "Never Ever (Edição single)"             | All Saints              | 4:46    |  |
| 8.  | "If You Could Only See"                  | Tonic                   | 4:21    |  |
| 9.  | "Mmm Bop"                                | Hanson                  | 4:27    |  |
| 10. | "Zoot Suit Riot"                         | Cherry Poppin' Daddies  | 3:53    |  |
| 11. | "Shorty (You Keep Playin' with My Mind)" | Imajin com Keith Murray | 4:54    |  |
| 12. | "Anytime"                                | Brian McKnight          | 4:31    |  |
| 13. | "Barbie Girl"                            | Aqua                    | 3:16    |  |
| 14. | "Karma Police"                           | Radiohead               | 4:30    |  |
| 15. | "I Will Buy You a New Life"              | Everclear               | 3:58    |  |
| 16. | "Fly Away"                               | Lenny Kravitz           | 3:41    |  |
| 17. | "Sex & Candy"                            | Marcy Playground        | 2:52    |  |

## Desempenho nas tabelas musicais

### Posições
| Tabelas musicais (1999)        | Melhor posição |
| ------------------------------ | -------------- |
| Estados Unidos - Billboard 200 | 10             |